# Filmjahr 1998
Liste der Filmjahre

◄◄ | ◄ | 1994 | 1995 | 1996 | 1997 | Filmjahr 1998 | 1999 | 2000 | 2001 | 2002 | ► | ►►

Weitere Ereignisse

## Ereignisse
- 23. März: Bei der Oscarverleihung wird James Camerons 14-fach nominierter Film Titanic mit Leonardo DiCaprio und Kate Winslet in den Hauptrollen mit elf Academy Awards ausgezeichnet, unter anderem für den Besten Film. Damit ist er einer der bisher erfolgreichsten Filme.
- 24. April: Der Online-Händler Amazon.com übernimmt die Filmdatenbank IMDb
- Mai: Mit Das Fest und Idioten erleben die ersten beiden nach dem Dogma 95-Prinzip produzierten Filme ihre Premieren.
- 10. September: Dem US-amerikanischen Regisseur Steven Spielberg wird der Große Bundesverdienstorden mit Stern für den Aufbau der Shoah Foundation verliehen
- 4. November: Der Wrestler und Schauspieler Jesse Ventura wird zum Gouverneur des US-Bundesstaates Minnesota gewählt
- 31. Dezember: Der US-amerikanische Science-Fiction-Film Star Trek: Der Aufstand startet in den deutschen Kinos. Es ist der neunte Kinofilm der Star-Trek-Filmreihe.
- Die Sieger der BRAVO Otto Leserwahl 1998:
  - Kategorie – männliche Filmstars: Gold Leonardo DiCaprio, Silber Til Schweiger, Bronze David Duchovny
  - Kategorie – weibliche Filmstars: Gold Kate Winslet, Silber Sandra Bullock, Bronze Julia Roberts

## Top 10 der erfolgreichsten Filme

### In Deutschland
Die zehn erfolgreichsten Filme an den deutschen Kinokassen nach Besucherzahlen (Stand: 9. September 2011):
| Platz | Filmtitel                        | Besucher   |
| ----- | -------------------------------- | ---------- |
| 1.    | Titanic                          | 18.081.331 |
| 2.    | Armageddon – Das jüngste Gericht | 5.334.975  |
| 3.    | Mulan                            | 4.397.291  |
| 4.    | Der Pferdeflüsterer              | 4.206.249  |
| 5.    | Dr. Dolittle                     | 3.945.619  |
| 6.    | Der Soldat James Ryan            | 3.749.146  |
| 7.    | Der Staatsfeind Nr. 1            | 3.309.072  |
| 8.    | Verrückt nach Mary               | 3.214.201  |
| 9.    | Deep Impact                      | 3.087.424  |
| 10.   | Besser geht’s nicht              | 3.077.487  |

### In Österreich
Die zehn erfolgreichsten Filme an den österreichischen Kinokassen nach Besucherzahlen:
| Platz | Filmtitel                         | Besucher    |
| ----- | --------------------------------- | ----------- |
| 1.    | Titanic                           | 1,4 Mio.    |
| 2.    | Hinterholz 8                      | 591.000     |
| 3.    | Armageddon                        | 550.000     |
| 4.    | Dr. Dolittle                      | 400.000     |
| 5.    | Besser geht’s nicht               | 370.000     |
| 6.    | George, der aus dem Dschungel kam | 316.000     |
| 7.    | Der Soldat James Ryan             | ca. 300.000 |
| 8.    | Mulan                             | 299.000     |
| 9.    | Deep Impact                       | 292.000     |
| 10.   | Der Staatsfeind Nr. 1             | 155.000     |

Wegen des späten Starttermins sind die Zahlen für Mulan und Staatsfeind keine endgültigen Zahlen.

### In den Vereinigten Staaten
Die zehn erfolgreichsten Filme an den US-amerikanischen Kinokassen nach Einspielergebnis in US-Dollar (Stand: 9. September 2011):
| Platz | Filmtitel                                | Einnahmen     |
| ----- | ---------------------------------------- | ------------- |
| 1.    | Der Soldat James Ryan                    | $ 216.540.909 |
| 2.    | Armageddon – Das jüngste Gericht         | $ 201.578.182 |
| 3.    | Verrückt nach Mary                       | $ 176.484.651 |
| 4.    | Das große Krabbeln                       | $ 162.798.565 |
| 5.    | Waterboy – Der Typ mit dem Wasserschaden | $ 161.491.646 |
| 6.    | Dr. Dolittle                             | $ 144.156.605 |
| 7.    | Rush Hour                                | $ 141.186.864 |
| 8.    | Deep Impact                              | $ 140.464.664 |
| 9.    | Godzilla                                 | $ 136.314.294 |
| 10.   | Patch Adams                              | $ 135.026.902 |

### Weltweit
Die zehn weltweit erfolgreichsten Filme nach Einspielergebnis in US-Dollar (Stand: 9. September 2011):
| Platz | Filmtitel                        | Einnahmen     |
| ----- | -------------------------------- | ------------- |
| 1.    | Armageddon – Das jüngste Gericht | $ 553.709.788 |
| 2.    | Der Soldat James Ryan            | $ 481.840.909 |
| 3.    | Godzilla                         | $ 379.014.294 |
| 4.    | Verrückt nach Mary               | $ 369.884.651 |
| 5.    | Das große Krabbeln               | $ 363.398.565 |
| 6.    | Deep Impact                      | $ 349.464.664 |
| 7.    | Mulan                            | $ 304.320.254 |
| 8.    | Dr. Dolittle                     | $ 294.456.605 |
| 9.    | Shakespeare in Love              | $ 289.317.794 |
| 10.   | Lethal Weapon 4                  | $ 285.444.603 |

## Filmpreise

### Golden Globe Award
Am 18. Januar findet im Beverly Hilton Hotel in Los Angeles die Golden-Globe-Verleihung statt.
- Bestes Drama: Titanic von James Cameron
- Bestes Musical/Komödie: Besser geht’s nicht von James L. Brooks
- Bester Schauspieler (Drama): Peter Fonda in Ulee’s Gold
- Beste Schauspielerin (Drama): Judi Dench in Ihre Majestät Mrs. Brown
- Bester Schauspieler (Musical/Komödie): Jack Nicholson in Besser geht's nicht
- Beste Schauspielerin (Musical/Komödie): Helen Hunt in Besser geht's nicht
- Bester Nebendarsteller: Burt Reynolds in Boogie Nights
- Beste Nebendarstellerin: Kim Basinger in L.A. Confidential
- Bester Regisseur: James Cameron für Titanic
- Cecil B. DeMille Award: Shirley MacLaine

vollständige Liste der Preisträger

### Oscar
Die Oscarverleihung findet am 23. März im Shrine Auditorium in Los Angeles statt. Moderator ist Billy Crystal
- Bester Film: Titanic von James Cameron und Jon Landau
- Bester Hauptdarsteller: Jack Nicholson in Besser geht’s nicht
- Beste Hauptdarstellerin: Helen Hunt in Besser geht's nicht
- Bester Regisseur: James Cameron für Titanic
- Bester Nebendarsteller: Robin Williams in Good Will Hunting
- Beste Nebendarstellerin: Kim Basinger in L.A. Confidential
- Bester fremdsprachiger Film: Karakter von Mike van Diem
- Ehrenoscar: Stanley Donen

vollständige Liste der Preisträger

### Filmfestspiele von Cannes
Das Festival beginnt am 13. Mai und endet am 24. Mai. Die Jury unter Präsident Martin Scorsese vergibt folgende Preise:
- Goldene Palme: Die Ewigkeit und ein Tag von Theo Angelopoulos
- Bester Schauspieler: Peter Mullan in Mein Name ist Joe
- Beste Schauspielerin: Élodie Bouchez und Natacha Régnier in Liebe das Leben
- Beste Regie: John Boorman für Der General
- Großer Preis der Jury: Das Leben ist schön von Roberto Benigni

vollständige Liste der Preisträger

### Internationale Filmfestspiele Berlin
Das Festival beginnt am 11. Februar und endet am 22. Februar. Die Jury unter Präsident Ben Kingsley vergibt folgende Preise:
- Goldener Bär: Central Station von Walter Salles
- Bester Schauspieler: Samuel L. Jackson in Jackie Brown
- Beste Schauspielerin: Fernanda Montenegro in Central Station
- Bester Regisseur: Neil Jordan für Der Schlächterbursche

vollständige Liste der Preisträger

### Filmfestspiele von Venedig
Das Festival beginnt am 3. September und endet am 13. September. Die Jury unter Präsident Ettore Scola vergibt folgende Preise:
- Goldener Löwe: So haben wir gelacht von Gianni Amelio
- Bester Regisseur: Emir Kusturica für Schwarze Katze, weißer Kater

vollständige Liste der Preisträger

### Europäischer Filmpreis
Die Verleihung findet am 4. Dezember in Berlin statt. Moderatoren sind Carole Bouquet und Mel Smith
- Bester Film: Das Leben ist schön von Gianluigi Braschi und Elda Ferri
- Bester Hauptdarsteller: Roberto Benigni in Das Leben ist schön
- Beste Hauptdarstellerin: Élodie Bouchez und Natacha Régnier in Liebe das Leben
- Beste Kamera: Adrian Biddle für Der Schlächterbursche
- Besters Drehbuch: Sie liebt ihn – sie liebt ihn nicht von Peter Howitt

vollständige Liste der Preisträger

### Deutscher Filmpreis
Die Verleihung findet am 6. Juni in Berlin statt. Moderator ist Joachim Fuchsberger
- Bester Film: Comedian Harmonists
- Bester Hauptdarsteller: Ulrich Noethen in Comedian Harmonists
- Beste Hauptdarstellerin: Katja Riemann in Die Apothekerin
- Bester Nebendarsteller: Peter Lohmeyer in Zugvögel … Einmal nach Inari
- Beste Nebendarstellerin: Meret Becker in Comedian Harmonists

vollständige Liste der Preisträger

### César
Die Verleihung findet am 28. Februar in Paris statt. Moderatorin ist Juliette Binoche
- Bester Film: Das Leben ist ein Chanson von Alain Resnais
- Bester Hauptdarsteller: André Dussollier in Das Leben ist ein Chanson
- Beste Hauptdarstellerin: Ariane Ascaride in Marius und Jeannette – Eine Liebe in Marseille
- Bester Nebendarsteller: Jean-Pierre Bacri in Das Leben ist ein Chanson
- Beste Nebendarstellerin: Agnès Jaoui in Das Leben ist ein Chanson
- Bester Regisseur: Luc Besson für Das fünfte Element
- Bester ausländischer Film: Brassed Off – Mit Pauken und Trompeten von Mark Herman

vollständige Liste der Preisträger

### British Academy Film Award
Die Verleihung findet am 19. April im Grosvenor House Hotel, London statt.
- Bester Film: Ganz oder gar nicht von Uberto Pasolini
- Bester nicht-englischer Film: Lügen der Liebe von Gilles Mimouni
- Bester Hauptdarsteller: Robert Carlyle in Ganz oder gar nicht
- Beste Hauptdarstellerin: Judi Dench in Ihre Majestät Mrs. Brown
- Bester Nebendarsteller: Tom Wilkinson in Ganz oder gar nicht
- Beste Nebendarstellerin: Sigourney Weaver in Der Eissturm

vollständige Liste der Preisträger

### Sundance
Das Festival begann am 15. Januar und endete am 25. Januar.
- Beste Dokumentation: Die Farm von Jonathan Stack, Liz Garbus und Frat House von Todd Phillips
- Bestes Drama: Slam von Marc Levin
- Bester Regisseur (Doku): Julia Loktev für Der Aufprall
- Bester Regisseur (Drama): Darren Aronofsky für Pi
- Publikumspreis (Doku): Jeffrey Dupre für Out of the Past
- Publikumspreis (Drama): Chris Eyre für Smoke Signals

vollständige Liste der Preisträger

### New York Film Critics Circle Award
- Bester Film: Der Soldat James Ryan von Steven Spielberg
- Beste Regie: Terrence Malick für Der schmale Grat
- Bester Hauptdarsteller: Nick Nolte in Der Gejagte
- Beste Hauptdarstellerin: Cameron Diaz in Verrückt nach Mary
- Bester Nebendarsteller: Bill Murray in Rushmore
- Beste Nebendarstellerin: Lisa Kudrow in The Opposite of Sex – Das Gegenteil von Sex
- Beste Kamera: John Toll für Der schmale Grat
- Bester ausländischer Film: Das Fest von Thomas Vinterberg

### National Board of Review
- Bester Film: Gods and Monsters von Bill Condon
- Beste Regie: Shekhar Kapur für Elizabeth
- Bester Hauptdarsteller: Ian McKellen in Gods and Monsters
- Beste Hauptdarstellerin: Fernanda Montenegro in Central Station
- Bester Nebendarsteller: Ed Harris in Die Truman Show
- Beste Nebendarstellerin: Christina Ricci in The Opposite of Sex – Das Gegenteil von Sex
- Bestes Schauspielensemble: Happiness von Todd Solondz
- Bester fremdsprachiger Film: Central Station von Walter Salles

### Los Angeles Film Critics AssociationAwards
- Bester Film: Der Soldat James Ryan von Steven Spielberg
- Beste Regie: Steven Spielberg für Der Soldat James Ryan
- Bester Hauptdarsteller: Ian McKellen in Gods and Monsters
- Beste Hauptdarstellerin: Fernanda Montenegro in Central Station und Ally Sheedy in High Art
- Bester Nebendarsteller: Bill Murray in Rushmore und Billy Bob Thornton in Ein einfacher Plan
- Beste Nebendarstellerin: Joan Allen in Pleasantville – Zu schön, um wahr zu sein
- Bester fremdsprachiger Film: Das Fest von Thomas Vinterberg

### Jupiter
- Bester Film international: Im Körper des Feindes von John Woo
- Bester deutscher Film: Knockin’ on Heaven’s Door von Thomas Jahn
- Bester Regisseur international: John Woo für Im Körper des Feindes
- Bester deutscher Regisseur: Helmut Dietl für Rossini – oder die mörderische Frage, wer mit wem schlief
- Bester Darsteller international: Nicolas Cage für Con Air und Im Körper des Feindes
- Bester deutscher Darsteller: Til Schweiger in Knockin’ on Heaven’s Door
- Beste Darstellerin international: Jodie Foster in Contact
- Beste deutsche Darstellerin: Katja Riemann in Bandits

### Weitere Filmpreise und Auszeichnungen
- AFI Life Achievement Award: Robert Wise
- Amanda: Rache für meine Tochter von Carl Jørgen Kiønig (Bester norwegischer Film), Titanic von James Cameron (Bester ausländischer Film)
- American Comedy Awards: Jack Nicholson in Besser geht’s nicht (Lustigster Hauptdarsteller), Helen Hunt in Besser geht’s nicht (Lustige Hauptdarstellerin), Rupert Everett in Die Hochzeit meines besten Freundes (Lustigster Nebendarsteller), Joan Cusack in In & Out (Lustigste Nebendarstellerin)
- American Society of Cinematographers Award: John Toll für Der schmale Grat
- Australian Film Institute Award: The Interview von Craig Monahan (Bester australischer Film), L.A. Confidential von Curtis Hanson (Bester ausländischer Film)
- British Independent Film Awards 1998: Mein Name ist Joe (Bester britischer Film) und Lügen der Liebe (Bester fremdsprachiger Film)
- Brussels International Fantastic Film Festival: Lawn Dogs – Heimliche Freunde von John Duigan
- Chlotrudis Awards: L.A. Confidential von Curtis Hanson
- David di Donatello: Das Leben ist schön (Bester italienischer Film) und Ganz oder gar nicht (Bester ausländischer Film)
- Directors Guild of America Award: James Cameron für Titanic, Francis Ford Coppola (Lebenswerk)
- Ernst-Lubitsch-Preis: Moritz Bleibtreu für Knockin’ on Heaven’s Door
- Evening Standard British Film Award: Ganz oder gar nicht von Peter Cattaneo
- Gilde-Filmpreis: Sieben Jahre in Tibet (1997) von Jean-Jacques Annaud (Gold ausländischer Film), Comedian Harmonists von Joseph Vilsmaier (Gold deutscher Film), Brassed Off – Mit Pauken und Trompeten von Mark Herman (Silber ausländischer Film), Winterschläfer von Tom Tykwer (Silber deutscher Film)
- Independent Spirit Awards 1998: Apostel! von Robert Duvall (Bester Film) und Das süße Jenseits von Atom Egoyan (Bester ausländischer Film)
- Louis-Delluc-Preis: Meine Heldin von Cédric Kahn
- MTV Movie Awards: Titanic von James Cameron
- Nastro d’Argento: Das Leben ist schön von Roberto Benigni und Live Flesh – Mit Haut und Haar von Pedro Almodóvar
- National Society of Film Critics Award: L.A. Confidential von Curtis Hanson
- People’s Choice Award: Jerry Maguire – Spiel des Lebens von Cameron Crowe (Bestes Filmdrama), Der Dummschwätzer von Tom Shadyac (Beste Filmkomödie), Harrison Ford (Populärster Schauspieler), Julia Roberts (Populärste Schauspielerin)
- Political Film Society Award für Demokratie: Vier Tage im September von Bruno Barreto
- Political Film Society Award für Frieden: Savior von Predrag Antonijević
- Political Film Society Award für Menschenrechte: Zivilprozess von Steven Zaillian
- Preis der deutschen Filmkritik: Lola rennt von Tom Tykwer
- Prix Lumières: Marius und Jeannette von Robert Guédiguian
- Robert: Barbara von Nils Malmros und Let’s Get Lost von Jonas Elmer (Bester dänischer Film), Ganz oder gar nicht von Peter Cattaneo (Bester ausländischer Film)
- Festival Internacional de Cine de Donostia-San Sebastián: Das letzte Kino der Welt von Alejandro Agresti (Goldene Muschel)
- Satellite Awards: Der schmale Grat (Bester Film/Drama) und Shakespeare in Love (Bester Film/Komödie-Musical)
- Screen Actors Guild Awards: Jack Nicholson und Helen Hunt für Besser geht’s nicht; Preis für das Lebenswerk: Elizabeth Taylor
- Tokyo Sakura Grand Prix: Virtual Nightmare – Open Your Eyes von Alejandro Amenábar
- Toronto International Film Festival: Das Leben ist schön von Roberto Benigni (Publikumspreis)
- Vancouver International Film Festival: Das Leben ist schön von Roberto Benigni
- Internationales Filmfestival Warschau: Das Leben ist schön von Roberto Benigni (Publikumspreis)
- Writers Guild of America Award: Besser geht’s nicht von Mark Andrus und James L. Brooks (Bestes Originaldrehbuch), L.A. Confidential von Brian Helgeland und Curtis Hanson (Bestes adaptiertes Drehbuch)

## Geburtstage

### Januar bis Juni
- 01. Januar: Marlene Lawston, US-amerikanische Schauspielerin
- 04. Januar: Jonas Hämmerle, deutscher Schauspieler
- 09. Januar: Kerris Dorsey, US-amerikanische Schauspielerin
- 12. Januar: Nathan Gamble, US-amerikanischer Schauspieler
- 28. Januar: Ariel Winter, US-amerikanische Schauspielerin
- 30. Januar: Paulina Rümmelein, deutsche Schauspielerin
- 15. Februar: Zachary Gordon, US-amerikanischer Schauspieler
- 03. April: Paris Jackson, US-amerikanische Schauspielerin, Model und Sängerin
- 09. April: Elle Fanning, US-amerikanische Schauspielerin
- 19. Juni: Atticus Shaffer, US-amerikanischer Schauspieler

### Juli bis Dezember
- 08. Juli: Maya Hawke, US-amerikanische Schauspielerin
- 08. Juli: Jaden Smith, US-amerikanischer Schauspieler
- 09. Juli: Robert Capron, US-amerikanischer Schauspieler
- 10. Juli: Angus Cloud, US-amerikanischer Schauspieler († 2023)
- 10. Juli: Alyssa Shafer, US-amerikanische Schauspielerin
- 16. Juli: Rina Matsuno, japanische Sängerin und Schauspielerin († 2017)
- 07. September: Damian Hardung, deutscher Schauspieler
- 09. Oktober: Thilo Berndt, deutscher Schauspieler
- 14. Oktober: Nina Chuba, deutsche Schauspielerin und Sängerin
- 23. Oktober: Amandla Stenberg, US-amerikanische Schauspielerin
- 04. November: Darcy Rose Byrnes, US-amerikanische Schauspielerin
- 17. November: Kara Hayward, US-amerikanische Schauspielerin
- 16. Dezember: Stella Kunkat, deutsche Schauspielerin
- 28. Dezember: Jared Gilman, US-amerikanischer Schauspieler

### Tag unbekannt
- Valeria Eisenbart, deutsche Schauspielerin
- Klara Lange, deutsche Schauspielerin
- Devrim Lingnau, deutsche Schauspielerin
- Antonia Moretti, österreichische Schauspielerin

## Verstorbene

### Januar bis März

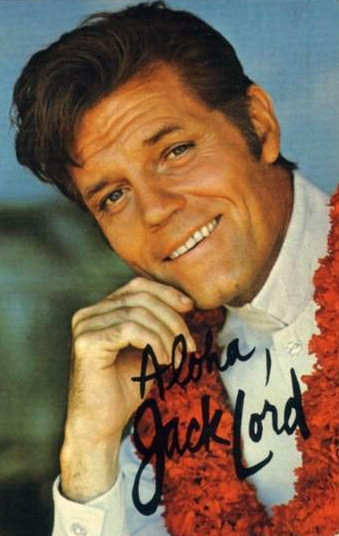
Jack Lord (1920–1998)

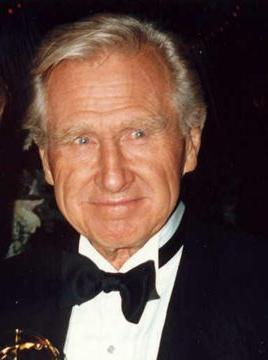
Lloyd Bridges (1913–1998)

- 04. Januar: Mae Questel, US-amerikanische Schauspielerin (* 1908)
- 06. Januar: Walter Barnes, US-amerikanischer Schauspieler (* 1918)
- 11. Januar: John Wells, britischer Schauspieler und Drehbuchautor (* 1936)
- 16. Januar: Luggi Waldleitner, deutscher Produzent (* 1913)
- 18. Januar: James Villiers, britischer Schauspieler (* 1933)
- 21. Januar: Jack Lord, US-amerikanischer Schauspieler (* 1920)
- 23. Januar: Ralf Kirsten, deutscher Regisseur (* 1930)
- 30. Januar: Ferdy Mayne, deutsch-britischer Schauspieler (* 1916)

Februar
- 25. Februar: Wanda Jakubowska, polnische Regisseurin (* 1907)
- 25. Februar: Luigi Veronesi, italienischer Bühnenbildner und Regisseur (* 1908)
- 26. Februar: James Algar, US-amerikanischer Dokumentarfilmer (* 1912)
- 26. Februar: Vico Torriani, Schweizer Schlagersänger, Schauspieler, Showmaster und Kochbuchautor (* 1920)
- 27. Februar: J. T. Walsh, US-amerikanischer Schauspieler (* 1943)

März
- 09. März: Ulrich Schamoni, deutscher Regisseur (* 1939)
- 10. März: Lloyd Bridges, US-amerikanischer Schauspieler (* 1913)
- 12. März: Emma Bading, deutsche Schauspielerin
- 16. März: Wolfgang Grönebaum, deutscher Schauspieler und Off-Sprecher (* 1927)
- 17. März: Helen Westcott, US-amerikanische Schauspielerin (* 1928)
- 18. März: Thomas Mitscherlich, deutscher Regisseur und Drehbuchautor (* 1942)
- 20. März: Beverley Cross, britischer Drehbuchautor (* 1931)
- 25. März: Daniel Massey, britischer Schauspieler (* 1933)
- 28. März: Else Elster, deutsche Schauspielerin (* 1910)

### April bis Juni

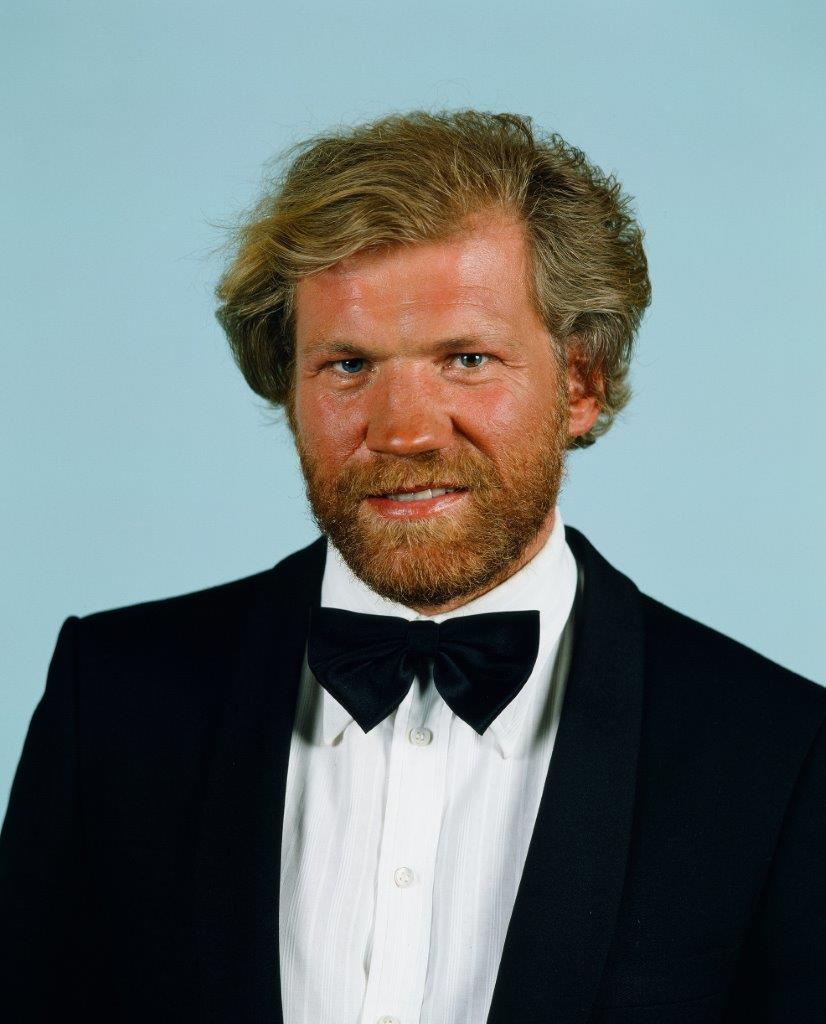
Raimund Harmstorf (1939–1998)

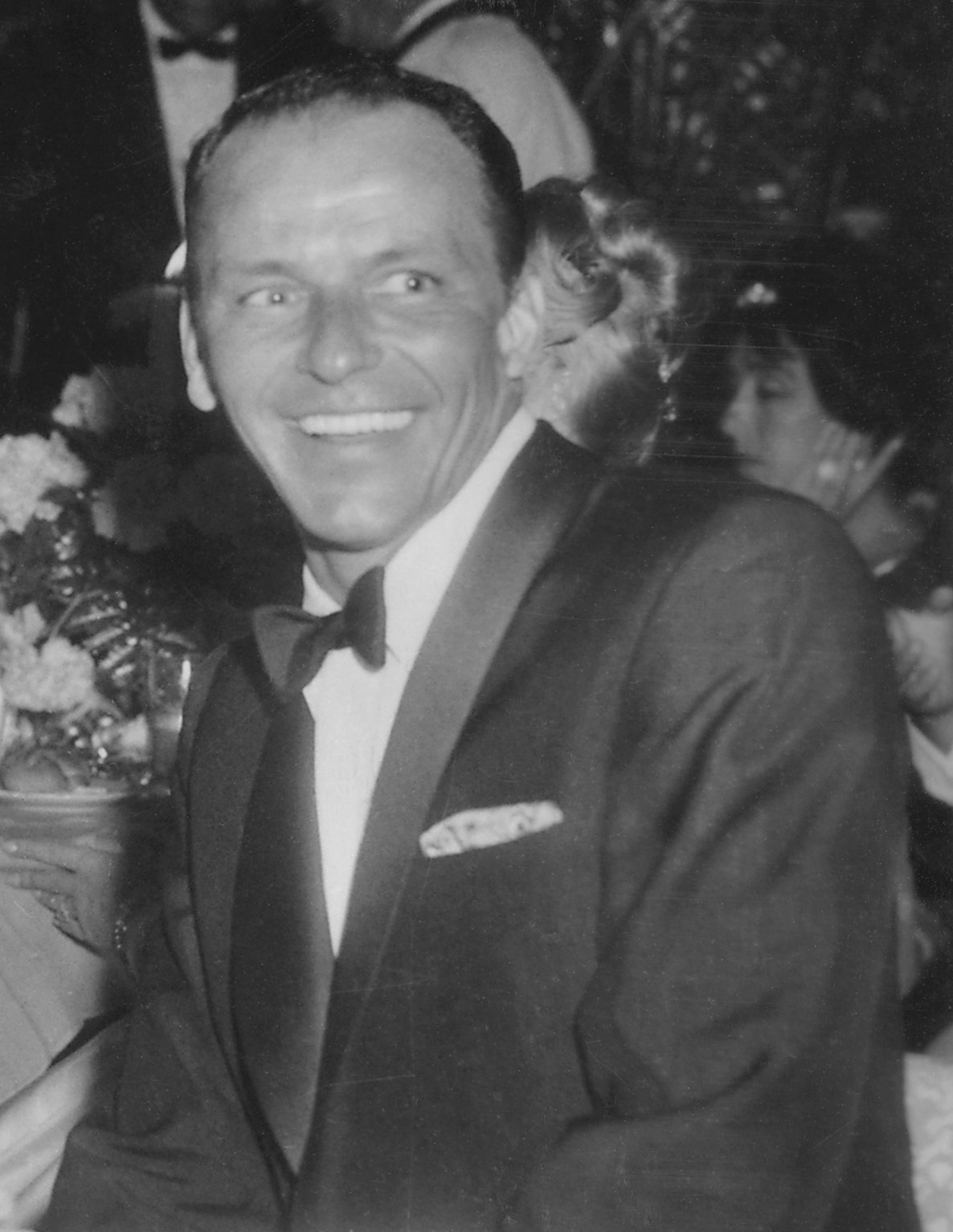
Frank Sinatra (1915–1998)

- 03. April: Charles Lang, US-amerikanischer Kameramann (* 1902)
- 08. April: Annemarie Cordes, deutsche Schauspielerin und Synchronsprecherin (* 1918)
- 10. April: Jean Chapot, französischer Regisseur, Drehbuchautor und Produzent (* 1930)
- 11. April: Francis Durbridge, britischer Krimiautor (* 1912)

Mai
- 02. Mai: Maidie Norman, US-amerikanische Schauspielerin (* 1912)
- 03. Mai: Raimund Harmstorf, deutscher Schauspieler (* 1940)
- 09. Mai: Alice Faye, US-amerikanische Schauspielerin (* 1915)
- 14. Mai: Frank Sinatra, US-amerikanischer Entertainer und Schauspieler (* 1915)
- 22. Mai: John Derek, US-amerikanischer Schauspieler und Regisseur (* 1926)
- 28. Mai: Phil Hartman, kanadischer Schauspieler und Drehbuchautor (* 1948)
- 31. Mai: Lotti Huber, deutsche Schauspielerin (* 1912)

Juni
- 03. Juni: Poul Bundgaard, dänischer Schauspieler (* 1922)
- 05. Juni: Jeanette Nolan, US-amerikanische Schauspielerin (* 1911)
- 17. Juni: Joachim Nottke, deutscher Drehbuchautor, Schauspieler und Synchronsprecher (* 1928)
- 18. Juni: Lisbeth Frandsen, dänische Schauspielerin und Hörfunkmoderatorin (* 1925)
- 23. Juni: Ida Krottendorf, österreichische Schauspielerin (* 1927)
- 23. Juni: Pasqualino De Santis, italienischer Kameramann (* 1927)
- 23. Juni: Maureen O’Sullivan, irische Schauspielerin (* 1911)
- 26. Juni: Pierre Angénieux, französischer Filmtechnikingenieur (* 1907)
- 27. Juni: Joyce Wieland, kanadische Experimental-Filmemacherin (* 1931)
- 29. Juni: Jess Hahn, französischer Schauspieler (* 1921)

### Juli bis September

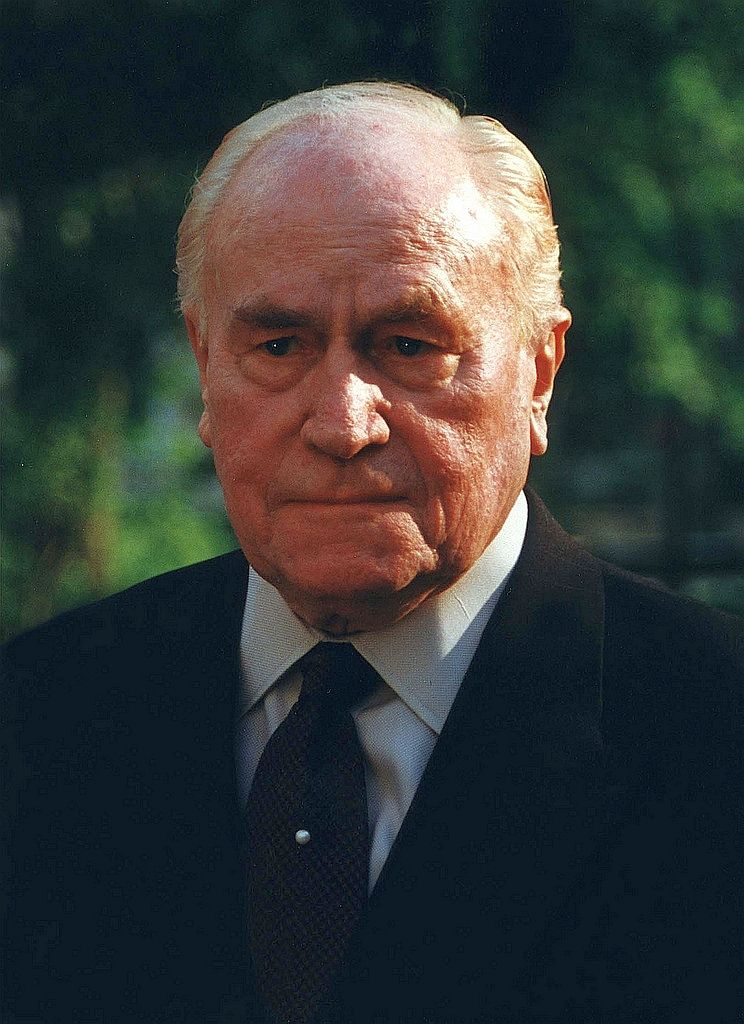
E. G. Marshall (1914–1998)

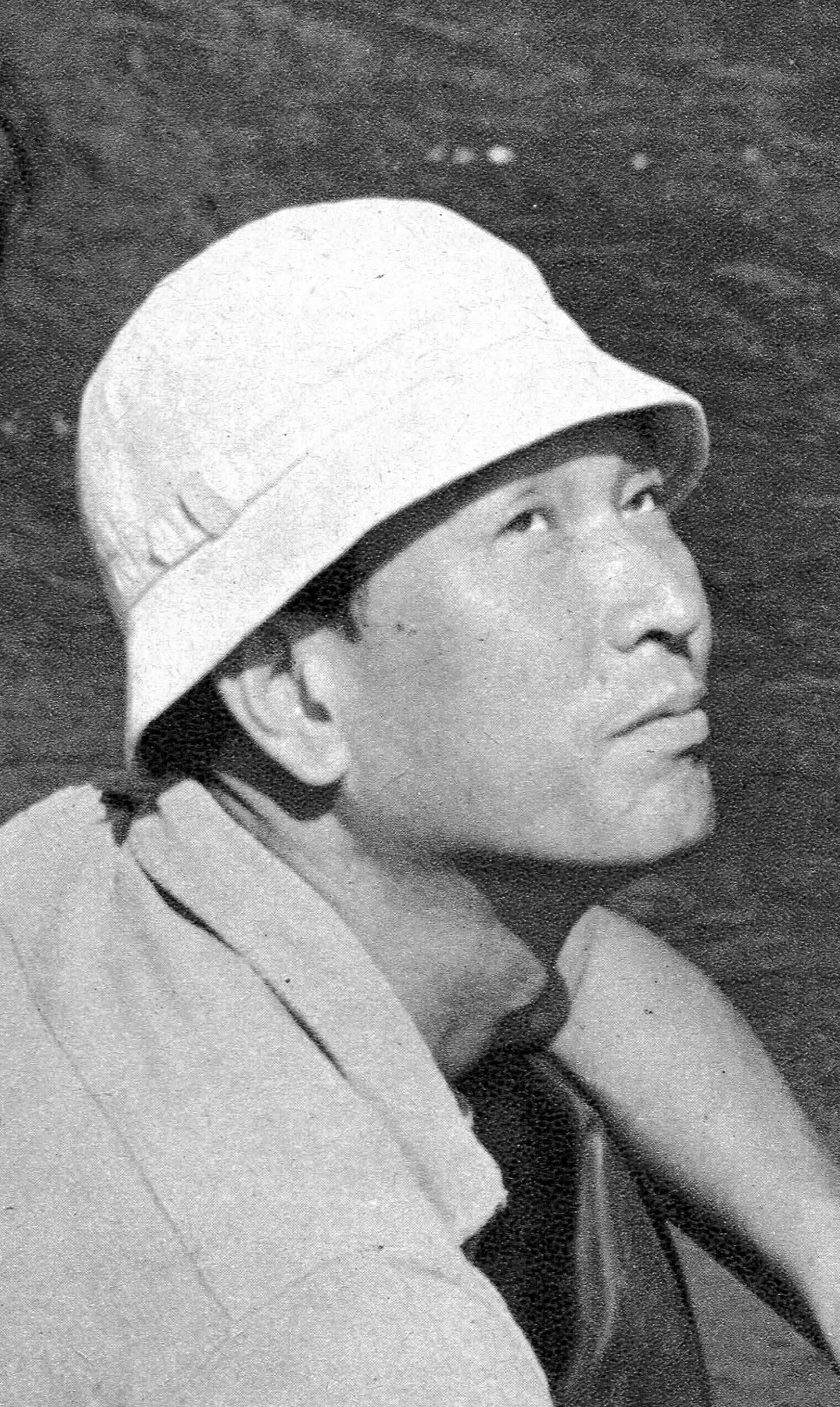
Akira Kurosawa (1910–1998)

- 06. Juli: Roy Rogers, US-amerikanischer Schauspieler (* 1911)
- 13. Juli: Jean Parédès, französischer Schauspieler und Sänger (* 1914)
- 21. Juli: Robert Young, US-amerikanischer Schauspieler (* 1907)
- 23. Juli: John Hopkins, britischer Drehbuchautor (* 1931)
- 27. Juli: Binnie Barnes, britische Schauspielerin (* 1903)
- 27. Juli: Gísli Halldórsson, isländischer Schauspieler (* 1927)
- 27. Juli: Farid Shawqi, ägyptischer Schauspieler (* 1920)

August
- 01. August: Eva Bartok, ungarische Schauspielerin (* 1927)
- 14. August: Hans-Joachim Kulenkampff, deutscher Schauspieler und Moderator (* 1921)
- 18. August: Jürgen Pooch, niederdeutscher Volksschauspieler, Sprecher und Autor (* 1943)
- 24. August: E. G. Marshall, US-amerikanischer Schauspieler (* 1914)
- 26. August: Wade Dominguez, US-amerikanischer Schauspieler (* 1966)

September
- 04. September: Hans Brenner, österreichischer Schauspieler (* 1938)
- 05. September: Leo Penn, US-amerikanischer Regisseur und Drehbuchautor (* 1921)
- 06. September: Ernst-Hugo Järegård, schwedischer Schauspieler (* 1928)
- 06. September: Akira Kurosawa, japanischer Regisseur (* 1910)
- 08. September: Leonid Kinskey, russisch-US-amerikanischer Schauspieler (* 1903)
- 19. September: Patricia Hayes, britische Komikerin und Schauspielerin (* 1909)
- 21. September: Clara Calamai, italienische Schauspielerin (* 1909)
- 27. September: Shawn Phelan, US-amerikanischer Schauspieler (* 1975)
- 27. September: Harald Vock, deutscher Regisseur, Drehbuchautor und Produzent (* 1925)

### Oktober bis Dezember

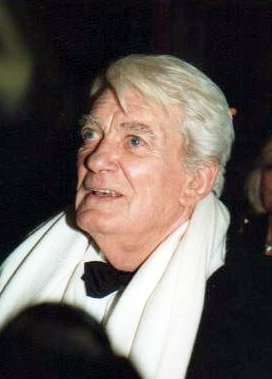
Jean Marais (1913–1998)

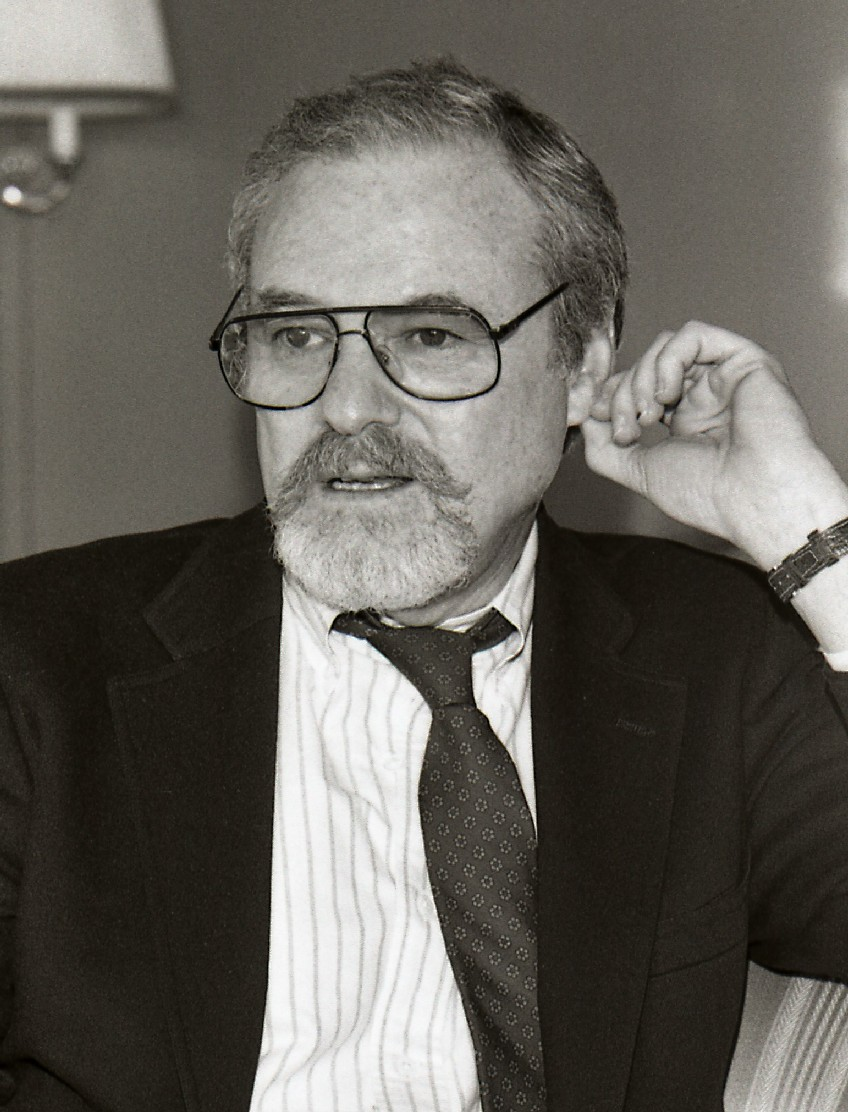
Alan J. Pakula (1928–1998)

- 03. Oktober: Gene Autry, US-amerikanischer Schauspieler (* 1907)
- 03. Oktober: Roddy McDowall, britischer Schauspieler (* 1928)
- 09. Oktober: Bob Allen, US-amerikanischer Schauspieler (* 1906)
- 12. Oktober: Bernhard Minetti, deutscher Schauspieler (* 1905)
- 14. Oktober: Leopoldina Bălănuță, rumänische Schauspielerin (* 1934)
- 17. Oktober: Joan Hickson, britische Schauspielerin (* 1906)
- 27. Oktober: Rosamund John, britische Schauspielerin (* 1913)

November
- 08. November: Jean Marais, französischer Schauspieler (* 1913)
- 10. November: Mary Millar, britische Schauspielerin (* 1936)
- 13. November: Edwige Feuillère, französische Schauspielerin (* 1907)
- 13. November: Valerie Hobson, britische Schauspielerin (* 1917)
- 17. November: Dick O’Neill, US-amerikanischer Schauspieler (* 1928)
- 18. November: Norma Connolly, US-amerikanische Schauspielerin (* 1927)
- 19. November: Alan J. Pakula, US-amerikanischer Produzent, Drehbuchautor und Regisseur (* 1928)

Dezember
- 01. Dezember: Freddie Young, britischer Kameramann (* 1902)
- 03. Dezember: George Murcell, britischer Bühnen- und Charakter-Schauspieler (* 1925)
- 06. Dezember: Max Eckard, deutscher Schauspieler (* 1914)
- 07. Dezember: John Addison, britischer Komponist (* 1920)
- 12. Dezember: Rudolf Fischer, deutscher Puppenspieler (* 1920)
- 13. Dezember: Lew Grade, britischer Produzent (* 1906)
- 14. Dezember: Norman Fell, US-amerikanischer Schauspieler (* 1924)
- 14. Dezember: Will Tremper, deutscher Regisseur (* 1928)
- 20. Dezember: Irene Hervey, US-amerikanische Schauspielerin (* 1909)
- 23. Dezember: David Manners, kanadischer Schauspieler (* 1901)
- 25. Dezember: Katharina Brauren, deutsche Schauspielerin (* 1910)
- 26. Dezember: Hurd Hatfield, irisch-amerikanischer Schauspieler (* 1917)
- 28. Dezember: April Kent, US-amerikanische Schauspielerin (* 1935)
- 29. Dezember: Don Taylor, US-amerikanischer Regisseur (* 1920)
- 30. Dezember: Keisuke Kinoshita, japanischer Regisseur (* 1912)